# محمد جواد أموري
محمد جواد أموري (1935 - 2014) هو موسيقي وملحن وعازف بالفرقة السمفونية العراقية. ويعدّ من أهم القامات اللحنية العراقية وله الكثير من الأغاني المشهورة والتي تعد من التراث العراقي اللحني المهم مثل مرينا بيكم حمد التي غناها الفنان ياس خضر ومالي شغل بالسوگ التي غناها إلهام المدفعي وجاوبني تدري الوكت لحسين نعمة و ردي ردي لفؤاد سالم وغيرها.
متزوج من سناء وت وت 

## حياته
ولد في قضاء الهندية (طويريج) التابعة لمحافظة كربلاء في عام 1935. تخرّج أموري من “دار المعلمين” في الأعظمية ببغداد، وكانت بدايته على يد مدرس الموسيقى في الدار حيث تعلّم منه أصول الموسيقى ونظرياتها على وفق الطريقة التركية، وخلال ثلاثة أشهر أصبح عازف عود ونوطة. دخل محمد جواد أموري إلى معهد الفنون الجميلة ببغداد في عام 1959 بعدما تخرج من دار المعلمين. وتعلم العزف الشرقي والغربي وكتابة النوتة الموسيقية على يد أكرم رؤوف، كما أنه قدم في يوم واحد الفنانين ياس خضر و سعدي الحلي إلى لجنة الاختبار في إذاعة وتلفزيون العراق نهاية الستينات والتي كان من بين أعضائها خضير الشبلي وخضر الياس. ويعد أموري من أفضل الملحنين الذين لحنوا الأغنية العراقية مذ كان طالبا في معهد الفنون الجميلة ورافق أموري في بداياته المطرب الريفي الراحل عبد الأمير الطويرجاوي وتأثر كثيرا بالقراءات الحسينية وتغنى بألحانه كبار المطربين يتقدمهم الفنان حسين نعمة ومن أشهر ما غنى له (مالي شغل بالسوك) و(شضحيلك) و(يا حريمة) ومن أشهر ألحانه أيضا أغنية الفنان صباح السهل (نوبة شمالي الهوا ونوبة جنوبي). وهو أيضا أحد مؤسسي الفرقة السيمفونية العراقية عام 1959
وقد شكل أموري مع مجموعة من ملحني جيله نقطة تحول في اللحنية العراقية، وكانت له مساهمة كبيرة في هذه الانتقالية، إذ لحن أكثر من خمسمائة أغنية، وقدم أكثر من 33 نجماً غنائياً. لم يقتصر عطاء محمد جواد أموري على التلحين لمغنين عراقيين، بل قدم ألحانا للمغني الكويتي المعروف عوض دوخي، وغنت له الفنانة المصرية الهام بديع وانتشرت ألحانه في العديد من بلدان العالم العربي على انه من الموروث العراقي، وهو ما دعاه إلى تسجيل أغانيه بصوته بمصاحبه العود.
توفي في العاصمة بغداد، يوم الجمعة 11 تموز (يوليو) 2014 ، في منزله بعد معاناة طويلة مع المرض.